# Hybos prolatus
Hybos prolatus är en tvåvingeart som beskrevs av Ale-rocha 2001. Hybos prolatus ingår i släktet Hybos och familjen puckeldansflugor. Inga underarter finns listade i Catalogue of Life.